# Drosophila dobzhanskii
Drosophila dobzhanskii este o specie de muște din genul Drosophila, familia Drosophilidae, descrisă de Patterson în anul 1943. Conform Catalogue of Life specia Drosophila dobzhanskii nu are subspecii cunoscute.